# Метакомет
Метакомет (англ. Metacomet) или Метаком (англ. Metacom; 1639, Новая Англия — 12 августа 1676, Род-Айленд) — вождь индейского племени вампаноагов, поднявший в 1675 году мощное национально-освободительное восстание против английских колонистов. 

## Происхождение имени
Английские поселенцы прозвали его «Король Филипп», согласно одной версии, за внешнее сходство с испанским королём Филиппом II, согласно другой — в честь царя Филиппа Македонского. В переводе с языка алгонкинов имя Метакомет означало «Убийца Волков».

## Биография
Метакомет был вторым сыном Массасойта. Вождём стал в 1662 году, после смерти старшего брата Вамсутты (получившего у англичан прозвище Короля Александра — в честь Александра Великого).
Метакомет вначале поддерживал хорошие отношения с европейскими поселенцами, принял имя Филип, носил одежду в европейском стиле. Вёл торговлю, научился обращению с огнестрельным оружием, закупал его у колонистов и вооружал им своих воинов. Колонисты научили его людей кузнечному делу, и Метакомет организовал изготовление металлических ножей и боевых топоров. 
Вождь вампаноагов долго и тщательно готовил войну против английских колонистов. Он поставил себе целью полное изгнание белых с исконно индейских территорий. Начатая им война получила название «Война Короля Филипа» (1675—76). 
Каждый пятый поселенец был убит. Сам Метакомет был убит 12 августа 1676 года англичанами и подкупленными ими индейцами. Его племя было истреблено почти полностью, в живых остались не более 400 человек, вынужденных просить убежища, скитаясь среди других индейских племён. Жена и дети Метакомета были проданы в рабство, а тело вождя четвертовано и повешено на дереве. Голова Метакомета была насажена на кол на холме в Род-Айленде и оставалась там около 25 лет.

## Память
- Имя Метакомета носят некоторые географические объекты в Новой Англии (Хребет Метакомет).

## В культуре
- Упоминается в повести американского писателя-классика Натаниэля Готорна «Алая буква» (1850), экранизированной в 1995 году англо-французским режиссёром Роланом Жоффе.